# Žíla (biologie)

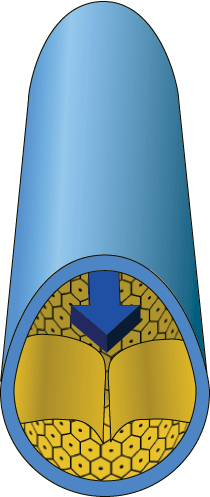
Průřež žílou

Žíla nebo véna je céva přivádějící (převážně odkysličenou) krev do srdce. Žíly společně s tepnami, krevními vlásečnicemi a srdcem tvoří uzavřenou oběhovou soustavu.

## Funkce
Jakožto součást oběhové soustavy mají i žíly za úkol transport krve a s ní i živin, odpadů a tepla. Speciální úlohou žil oproti tepnám je odvádění oxidu uhličitého z tkání a orgánů do srdce. Ve velkém krevním oběhu žíly odvádějí odkysličenou krev z vlásečnic do pravé srdeční síně. V malém krevním oběhu mají žíly za úkol odvádět okysličenou krev z plic do levé srdeční síně.

## Anatomie

Chlopně v žilách zabraňují zpětnému proudění krve

Stěny žil jsou tenké, svojí stavbou se podobají tepnám. Žíly v dolní polovině těla a v horních končetinách mají chlopně (lat. valvulae venosae), které zabraňují zpětnému toku krve, jejž působí gravitace. Na vnější straně žil se nachází tenká chrupavka, která pomáhá udržovat krevní tlak.

## Lékařský význam
Žíly se v medicíně využívají jako vstup do krevního oběhu umožňující odebrat vzorky krve, případně pro tzv. intravenózní podávání výživy a léčiv. To se provádí vpichem injekce či zavedení katétru.
Když je zaváděn katetr, je zaváděn do žil blízko povrchu kůže, nejčastěji na ruce. Některé silné koncentrované tekutiny anebo agresivní léky musí být zaváděny do velkých centrálních žil, které jsou někdy používané v případě, že není možné použít povrchové žíly.
Umístění žil je u každého člověka různé a rozdíly jsou většiny jako při umístění tepen.

## Nemoci žil
Mezi záněty žil patří tzv. tromboflebitida a flebotrombóza – Tromboflebitida je zánět v povrchovém žilním systému. Trombóza (neboli flebotrombóza) – Hluboká žilní trombóza je vážný stav, kdy vznikne krevní sraženina v hlubokém žilním systému.
Chronická žilní nedostatečnost je stav, který vzniká při nedostatečné funkci povrchového i hlubokého žilního řečiště. Křečové žíly aneb žilní varixy neboli žilní městky jsou rozšířené povrchové žíly na dolních končetinách. Bércové vředy na dolních končetinách mohou mít tepenné a žilní příčiny, přičemž žilní příčiny jsou mnohem častější. 

## Žíly v lidském těle
Následující seznam obsahuje největší žíly lidského těla a naznačuje jejich větvení.
- Horní dutá žíla odvádí odkysličenou krev z horní poloviny těla do pravé síně srdce
  - Bezejmenná žíla pravá a levá (vena brachiocephalica dextra et sinistra)
    - Vnitřní hrdelní žíla odvádí krev z hlavy
    - Podklíčková žíla (vena subclavia)
      - Zevní hrdelní žíla odvádí krev z hlavy
      - Podpažní žíla (vena axillaris) odvádí krev z horní končetiny (viz též žíly horní končetiny) a pokračuje jako podklíčková žíla
        - Hlavová žíla (vena cephalica) je povrchová žíla na palcové straně předloktí a paže
        - Královská žíla (vena basilica) je povrchová žíla na malíkové straně předloktí a paže
          - Vena mediana cubiti je spojka v loketní jamce vedoucí část krve z hlavové do královské žíly

        - Pažní žíly (venae brachiales) tvoří dvojici hlubokých žil doprovázejících pažní tepnu
          - Vřetenní žíly (venae radiales) tvoří dvojici hlubokých žil doprovázejících vřetenní tepnu (na palcové straně předloktí)
          - Loketní žíly (venae ulnares) tvoří dvojici hlubokých žil doprovázejících loketní tepnu (na malíkové straně předloktí)

- Dolní dutá žíla odvádí odkysličenou krev z dolní poloviny těla do pravé síně srdce
  - Jaterní žíla pravá, střední a levá odvádí krev z jater
  - Ledvinná žíla pravá a levá odvádí krev z ledvin
  - Společná kyčelní žíla (společná pánevní žíla, vena iliaca communis) pravá a levá
    - Vnitřní kyčelní žíla (vnitřní pánevní žíla, vena iliaca interna, vena hypogastrica) odvádí krev z pánevních orgánů
    - Zevní kyčelní žíla (zevní pánevní žíla, vena iliaca externa) odvádí krev zejména z dolní končetiny
      - Stehenní žíla (vena femoralis) pokračuje jako zevní kyčelní žíla
        - Velká skrytá žíla (velká saféna, vena saphena magna)
        - Hluboká stehenní žíla (vena profunda femoris) odvádí krev ze stehna
        - Zákolenní žíla (vena poplitea) pokračuje jako stehenní žíla
          - Malá skrytá žíla (malá saféna, vena saphena parva)
          - Přední holenní žíla (vena tibialis anterior)
          - Zadní holenní žíla (vena tibialis posterior)
            - Lýtková žíla (vena fibularis, vena peronaea)

- Vrátnicová žíla odvádí krev ze střev a přiléhajících žláz do jater

- Plicní žíly (dvě od každé plíce, celkem tedy čtyři) přivádějí okysličenou krev do levé síně srdce